# Liste von Namensreaktionen/X–Z
| Entdecker                                                                                       | Jahr            | Reagenzien | Kurzbeschreibung | Zielmolekül(e)                                                                  | Quelle          |
| Yamada-Kupplung                                                                                 | Yamada-Kupplung | Yamada-Kupplung                                                                                                   | Yamada-Kupplung | Yamada-Kupplung                                                                 | Yamada-Kupplung |
| ----------------------------------------------------------------------------------------------- | --------------- | --- | --- | ------------------------------------------------------------------------------- | --------------- |
| Shun-ichi Yamada                                                                                | 1971            | Carbonsäuren, Amine, Diethylcyanophosphonat, Triethylamin                                                         | Kondensation | Amide/Peptide                                                                   | [ 1 ]           |
| Reaktionsschema Yamada-Kupplung                                                                 |                 | | |                                                                                 |                 |
| Yamaguchi-Hirao-Reaktion                                                                        |                 | | |                                                                                 |                 |
| Masahiko Yamaguchi, Ichiro Hirao                                                                | 1983            | Lithiumacetylide, Epoxide, Bortrifluorid                                                                          | nukleophile Addition | Bildung einer C-C-Bindung                                                       | [ 2 ]           |
| Reaktionsschema Yamaguchi-Hirao-Reaktion                                                        |                 | | |                                                                                 |                 |
| Yamaguchi-Makrolactonisierung                                                                   |                 | | |                                                                                 |                 |
| Masaru Yamaguchi                                                                                | 1979            | Hydroxycarbonsäuren, 2,4,6-Trichlorbenzoylchlorid, DMAP, Triethylamin                                             | nucleophile Substitution zum Anhydrid, Anlagerung von DMAP unter Abspaltung von 2,4,6-Trichlorbenzoesäure, Ringschluss                        | Macrolactone                                                                    | [ 3 ]           |
| Reaktionsschema Yamaguchi-Makrolactonisierung                                                   |                 | | |                                                                                 |                 |
| Yamamoto-Aldolreaktion                                                                          |                 | | |                                                                                 |                 |
| Hisashi Yamamoto                                                                                | 1999            | Aldehyde, α,β-ungesättigte Carbonsäureester, Aluminiumtris(2,6-diphenylphenoxid) (ATPH, Katalysator)              | Aldolreaktion | Bildung einer C-C-Bindung                                                       | [ 4 ]           |
| Reaktionsschema Yamamoto-Aldolreaktion                                                          |                 | | |                                                                                 |                 |
| Yamamoto-Homoallylsynthese                                                                      |                 | | |                                                                                 |                 |
| Yoshinori Yamamoto                                                                              | 1996            | Imine, Allylsilane oder Allylstannane, chiraler Palladiumkomplex                                                  | chirale katalytische Allylierung | Homoallylamine                                                                  | [ 5 ]           |
| Reaktionsschema Yamamoto-Homoallylsynthese                                                      |                 | | |                                                                                 |                 |
| Yamamoto-Kupplung (Yamamoto-Polymerisation)                                                     |                 | | |                                                                                 |                 |
| Takakazu Yamamoto                                                                               | 1991            | Arylbromide, Nickel(0)-Komplex                                                                                    | Kupplungsreaktion | Bildung einer C-C-Bindung                                                       | [ 6 ]           |
| Reaktionsschema Yamamoto-Kupplung                                                               |                 | | |                                                                                 |                 |
| Yamamoto-Veresterung                                                                            |                 | | |                                                                                 |                 |
| Hisashi Yamamoto                                                                                | 1996            | Alkohole, Carbonsäureanhydride, Scandiumtriflat                                                                   | Lewis-Säure-katalysierte Veresterung | Carbonsäureester                                                                | [ 7 ]           |
| Reaktionsschema Yamamoto-Veresterung                                                            |                 | | |                                                                                 |                 |
| Yamamoto-Umlagerung                                                                             |                 | | |                                                                                 |                 |
| Hisashi Yamamoto                                                                                | 1986            | α-Epoxyalkohole/-ether/-silylether, Lewis-Säure                                                                   | Umlagerung | β-Hydroxyaldrehyde                                                              | [ 8 ]           |
| Reaktionsschema Yamamoto-Umlagerung                                                             |                 | | |                                                                                 |                 |
| Yamanaka-Sakamoto-Sonogashira-Indolsynthese                                                     |                 | | |                                                                                 |                 |
| Hiroshi Yamanaka, Takao Sakamoto, Kenkichi Sonogashira                                          | 1984            | o-Bromaniline, primäre Alkine, Dichlorobis(tripheny1phoshpin)palladium (Katalysator), Natriumethanolat            | Sonogashira-Kupplung, Cyclisierung | Indole                                                                          | [ 9 ] [ 10 ]    |
| Reaktionsschema Yamanaka-Sakamoto-Sonogashira-Indolsynthese                                     |                 | | |                                                                                 |                 |
| Yamazaki-Cyanoanilinsynthese                                                                    |                 | | |                                                                                 |                 |
| Motoyoshi Yamazaki                                                                              | 1974            | Nitroarylverbindungen, Cyanoessigsäureester, Base                                                                 | Reduktion | Cyanoanilinverbindungen                                                         | [ 11 ]          |
| Reaktionsschema Yamazaki-Cyanoanilinsynthese                                                    |                 | | |                                                                                 |                 |
| Yamazaki-Guaninsynthese                                                                         |                 | | |                                                                                 |                 |
| Akihiro Yamazaki                                                                                | 1967            | 5-Amino-4-Carboxyamidimidazole, Benzoylisothiocyanat, Methyliodid, Ammoniak, Base                                 | Kondensation, Methylierung, Aminierung, Cyclisierung                                                                                          | Guanine                                                                         | [ 12 ]          |
| Reaktionsschema Yamazaki-Guaninsynthese                                                         |                 | | |                                                                                 |                 |
| Yonemitsu-Dreikomponenten-Kondensation                                                          |                 | | |                                                                                 |                 |
| Osamu Yonemitsu                                                                                 | 1974            | Carbonylverbindungen wie Meldrumsäure, Aldehyde, Heterocyclen wie Indol                                           | Knoevenagel-Kondensation, Michael-Addition | Bildung von C-C-Bindungen                                                       | [ 13 ]          |
| Reaktionsschema Yonemitsu-Dreikomponenten-Kondensation                                          |                 | | |                                                                                 |                 |
| Zard-Radikal-Aminomethylierung                                                                  |                 | | |                                                                                 |                 |
| Samir Zard                                                                                      | 1997            | S-Phthalimidoxanthogenate, Alkene, Dilauroylperoxid                                                               | radikalische Aminomethylierung |                                                                                 | [ 14 ]          |
| Reaktionsschema Zard-Radikal-Aminomethylierung                                                  |                 | | |                                                                                 |                 |
| Zav'yalov-Pyrrolsynthese                                                                        |                 | | |                                                                                 |                 |
| S.I. Zav'yalov                                                                                  | 1973            | 1,3-Dicarbonylverbindungen/Enaminoketone, Aminosäuren                                                             | Bildung einer Enaminosäure, Cyclisierung | Pyrrole                                                                         | [ 15 ]          |
| Reaktionsschema Zav'yalov-Pyrrolsynthese                                                        |                 | | |                                                                                 |                 |
| Zeisel-Test (Zeisel-Etherspaltung)                                                              |                 | | |                                                                                 |                 |
| Simon Zeisel                                                                                    | 1885            | Untersuchungssubstanz, Iodwasserstoff, [Silbernitrat]                                                             | Abspaltung von Alkyliodiden, Bildung von Silberiodid                                                                                          | Nachweis von Alkoxgruppen in Ethern und Estern                                  | [ 16 ]          |
| Reaktionsgleichung Zeisel-Test                                                                  |                 | | |                                                                                 |                 |
| Zeiss-Ketontransfer                                                                             |                 | | |                                                                                 |                 |
| Harold Zeiss                                                                                    | 1953            | cyclische Ketone; Benzaldehyd, Aluminiumisopropanolat und Ozon oder Salpetersäureester, Natriumborhydrid und Zink | Kondensation, Reduktion, Ozonolyse oder Nitrierung, Hydrierung und Reduktion                                                                  | um eine Position verschobene cyclische Ketone                                   | [ 17 ]          |
| Reaktionsschema Zeiss-Ketontransfer                                                             |                 | | |                                                                                 |                 |
| Zelinsky-Stadnikoff-Reaktion                                                                    |                 | | |                                                                                 |                 |
| N. D. Zelinsky, G. Stadnikoff                                                                   | 1906            | Aldehyde, Kaliumcyanid und Ammoniumchlorid in Wasser                                                              | Strecker-Synthese | α-Aminonitrile                                                                  | [ 18 ]          |
| Reaktionsschema Zelinsky-Stadnikoff-Reaktion                                                    |                 | | |                                                                                 |                 |
| Zemplén-Deacetylierung                                                                          |                 | | |                                                                                 |                 |
| Géza Zemplén                                                                                    | 1924            | O-acetylierte Kohlenhydrate, Methanol, Natriummethanolat                                                          | Entfernung von Acetyl-Schutzgruppen | ungeschützte Kohlenhydrate                                                      | [ 19 ]          |
| Reaktionsschema Zemplén-Deacetylierung                                                          |                 | | |                                                                                 |                 |
| Zerewitinow-Reaktion                                                                            |                 | | |                                                                                 |                 |
| Th. Zerewitinoff                                                                                | 1907            | Untersuchungssubstanz, Methylmagnesiumhalogenide                                                                  | Grignard-Reaktion mit Methan-Bildung | Nachweis von aciden Wasserstoffatomen durch volumetrische Bestimmung von Methan | [ 20 ]          |
| Reaktionsschema Zerewitinow-Reaktion                                                            |                 | | |                                                                                 |                 |
| Zhao-Chrom(VI)-oxid-Oxidation                                                                   |                 | | |                                                                                 |                 |
| Mangzhu Zhao                                                                                    | 1998            | Alkohole, Chrom(VI)-oxid (katalytisch), Periodsäure                                                               | Oxidation | Carbonsäuren                                                                    | [ 21 ]          |
| Reaktionsschema Zhao-Chrom(VI)-oxid-Oxidation                                                   |                 | | |                                                                                 |                 |
| Zhao-TEMPO-Oxidation                                                                            |                 | | |                                                                                 |                 |
| Mangzhu Zhao                                                                                    | 1999            | Alkohole, TEMPO, Natriumchlorit, Natriumhypochlorit                                                               | Oxidation | Carbonsäuren                                                                    | [ 22 ]          |
| Zhao-TEMPO-Oxidation                                                                            |                 | | |                                                                                 |                 |
| Ziegler-Alkylierung                                                                             |                 | | |                                                                                 |                 |
| Karl Ziegler                                                                                    | 1930            | Heterocyclen wie Pyridin, Lithiumalkyle                                                                           | Substitution | alkylierte Heterocyclen                                                         | [ 23 ]          |
| Ziegler-Alkylierung                                                                             |                 | | |                                                                                 |                 |
| Ziegler-Methode                                                                                 |                 | | |                                                                                 |                 |
| siehe Thorpe-Ziegler-Reaktion                                                                   |                 | | |                                                                                 |                 |
| Ziegler-Hafner-Synthese                                                                         |                 | | |                                                                                 |                 |
| Karl Ziegler, Klaus Hafner                                                                      | 1955            | Pyridin, 1-Chlor-2,4-dinitrobenzol, Dimethylamin, Cyclopentadienyl-Anion                                          | Zincke-Reaktion, Kondensation | Azulene                                                                         | [ 24 ]          |
| Ziegler-Hafner-Synthese                                                                         |                 | | |                                                                                 |                 |
| Ziegler-Natta-Polymerisierung                                                                   |                 | | |                                                                                 |                 |
| Karl Ziegler, Giulio Natta                                                                      | 1953            | Ethen/Propen, Titantetrachlorid, Triethylaluminium                                                                | Polymerisierung | Polyethylen/Polypropylen                                                        | [ 25 ] [ 26 ]   |
| Ziegler-Natta-Polymerisierung                                                                   |                 | | |                                                                                 |                 |
| Ziegler-Synthesen (Ziegler-Alfol-Prozess, Ziegler-Alkoholsynthese)                              |                 | | |                                                                                 |                 |
| Karl Ziegler                                                                                    | 1955            | Triethylaluminium, Ethen, Wasser                                                                                  | Polymerisation, Oxidation, Verseifung | Fettalkohole                                                                    | [ 27 ] [ 28 ]   |
| Reaktionsschema Polymerisation Ziegler-Aufbau-Reaktion · Reaktionsschema Ziegler-Alfol-Reaktion |                 | | |                                                                                 |                 |
| Zimmer-Umlagerung                                                                               |                 | | |                                                                                 |                 |
| Hans Zimmer                                                                                     | 1959            | α-Methylenlactone, -lactame oder -thiolactone                                                                     | Umlagerung, Cyclisierung | Heterocyclen                                                                    | [ 29 ]          |
| Zimmer-Umlagerung                                                                               |                 | | |                                                                                 |                 |
| Zimmerman-Umlagerung                                                                            |                 | | |                                                                                 |                 |
| siehe Di-π-Methan-Umlagerung                                                                    |                 | | |                                                                                 |                 |
| Zimmermann-Reaktion                                                                             |                 | | |                                                                                 |                 |
| W. Zimmermann                                                                                   | 1935            | enolisierbare Ketone, polynitrierte aromatische Verbindungen, Base                                                | Nachweisreaktion | violette 2-(Polynitroaryl)enolate                                               | [ 30 ]          |
| Zimmermann-Reaktion                                                                             |                 | | |                                                                                 |                 |
| Zincke-Disulfidspaltung                                                                         |                 | | |                                                                                 |                 |
| Theodor Zincke                                                                                  | 1911            | Aryldisulfide/-thiophenole/-benzylsulfide, Chlor/Brom                                                             | Spaltung | Sulfenylhalogenide                                                              | [ 31 ]          |
| Zincke-Disulfidspaltung                                                                         |                 | | |                                                                                 |                 |
| Zincke-Nitrierung                                                                               |                 | | |                                                                                 |                 |
| Theodor Zincke                                                                                  | 1900            | o-/p-Bromphenole, salpetrige Säure                                                                                | elektrophile aromatische Substitution | o-/p-Nitrophenole                                                               | [ 32 ]          |
| Reaktionsschema Zincke-Nitrierung                                                               |                 | | |                                                                                 |                 |
| Zincke-Reaktion                                                                                 |                 | | |                                                                                 |                 |
| Theodor Zincke                                                                                  | 1904            | Pyridin, 1-Chlor-2,4-dinitrobenzol, Amine                                                                         | Bildung eines Zincke-Salzes, Addition in 2-Position, Ringöffnung, Substitution des Amins, Ringschluss, Abspaltung des Amins an der 2-Position | Pyridiniumsalze                                                                 | [ 33 ]          |
| Reaktionsschema Zincke-Reaktion                                                                 |                 | | |                                                                                 |                 |
| Zincke-Suhl-Reaktion                                                                            |                 | | |                                                                                 |                 |
| Theodor Zincke, R. Suhl                                                                         | 1906            | p-Kresol, Aluminiumchlorid, Tetrachlormethan                                                                      | Friedel-Crafts-Alkylierung | 4-Trichlormethyl-4-methylcyclohexa-2,5-dienon                                   | [ 34 ]          |
| Reaktionsschema Zincke-Suhl-Reaktion                                                            |                 | | |                                                                                 |                 |
| Zinin-Benzidin-Umlagerung                                                                       |                 | | |                                                                                 |                 |
| siehe Benzidin-Umlagerung                                                                       |                 | | |                                                                                 |                 |
| Zinin-Reduktion                                                                                 |                 | | |                                                                                 |                 |
| Nikolai Nikolajewitsch Sinin                                                                    | 1842            | aromatische Nitroverbindungen, Schwefelwasserstoff/Sulfide                                                        | Reduktion | aromatische Amine                                                               | [ 35 ]          |
| {\displaystyle {\ce {ArNO2 + 3 H2S -> ArNH2 + 3 S + 2 H2O}}}                                    |                 | | |                                                                                 |                 |
| Zinke-Ziegler-Calixarensynthese                                                                 |                 | | |                                                                                 |                 |
| Alois Zinke, Erich Ziegler                                                                      | 1944            | tert-Butylphenol, Formaldehyd                                                                                     | Polymerisation | Calixarene                                                                      | [ 36 ]          |
| Reaktionsschema Zinke-Ziegler-Calixarensynthese                                                 |                 | | |                                                                                 |                 |
| Zip-Reaktion (Reißverschuss-Reaktion)                                                           |                 | | |                                                                                 |                 |
| Manfred Hesse, Hans Schmid (benannt nach Mechanismus)                                           | 1977            | Lactame, Kalium-(3-aminopropyl)amid                                                                               | Aminierung, Umlagerung unter Ringerweiterung                                                                                                  | macrocyclische Lactame                                                          | [ 37 ]          |
| Reaktionsschema Zip-Reaktion                                                                    |                 | | |                                                                                 |                 |
| Zweifel-Olefinierung                                                                            |                 | | |                                                                                 |                 |
| George Zweifel                                                                                  | 1967            | Alkine, Borane, Iod/Base bzw. Bromcyan                                                                            | Addition des Borans, Halogenierung, Umlagerung, Eliminerung                                                                                   | (Z)- bzw.(E)-Alkene                                                             | [ 38 ]          |
| Reaktionsschema Zweifel-Olefinierung                                                            |                 | | |                                                                                 |                 |